# Ure (Orne)
Die Ure ist ein Fluss in Frankreich, der im Département Orne in der Region Normandie verläuft. Sie entspringt beim Weiler Le Taillis, an der Gemeindegrenze von Ménil-Froger und Croisilles, entwässert generell in westlicher Richtung und mündet nach rund 30 Kilometern am südlichen Stadtrand von Argentan als rechter Nebenfluss in die Orne.

## Orte am Fluss
- La Cochère
- Le Vieux Pin, Gemeinde Le Pin-au-Haras
- Silly-en-Gouffern
- Sai
- Argentan